# Papež Pij IV.
Papež Pij IV. (rojen kot Giovanni Angelo de' Medici – tudi Gianangelo Medighi), italijanski rimskokatoliški duhovnik, škof, kardinal in papež; * 31. marec 1499, Milano (Milanska vojvodina danes: Italija), † 9. december 1565 Rim (Papeška država danes: Italija).

Papež je bil med letoma 1560 in 1565.

## Življenjepis
Medičejci v Milanu – včasih so se pisali Medici, drugič Medighi  - so živeli v skromnih razmerah in ponosna istoimena florentinska rodovina ni bila z njimi v sorodu niti je iskala z njimi zveze, vse dokler ni zasedel papeškega prestola medičejski kardinal Giovanni Angelo de' Medici. Njegov oče Bernardino se je naselil v Milanu in se preživljal kot beležnik ali notar, materi pa je bilo ime Cecilia Serbelloni. 

Gianangelo je imel brata: Giangiacomo (1498-1555), imenovan Medeghino il famigerato, je družino proslavil s svojo sijajno vojaško kariero in hrupnimi zabavami. Njegova žena Marzia Orsini je bila svakinja Pierluigija Farneseja, sorodnika Pavla III.. Najprej je bil član proticesarske stranke, pozneje pa je postal zaveznik cesarja Karla V., od katerega je prejel naslov mariganskega grofa (marchese di Marigano)

Giovanni Angelo, ki se je rodil v Milanu 31. marca 1499, pa je bil prav toliko uspešen s svojimi knjigami kolikor njegov brat s svojim mečem. 

Mladost prihodnjega papeža je bila polna neprijetnosti. Družino so sestavljali starši in 24 otrok, od katerih jih je samo 10 doseglo odraslost; rodili so se vsi v hiši, ki je nekdaj stala v župniji S. Maria di Nosigia, a danes se na tem mestu dviga Palazzo Belgioioso. Poznali so trenutke revščine in trenutke blaginje, ki so jih spremljale ostre tekme in boji med pristaši cesarja Karla V. in francoskega kralja Franca II. V Paviji so 24. februarja 1525 doživeli hud poraz in njihov kralj je padel v špansko ujetništvo z besedami: »Vse je zgubljeno, razen časti«. Tega leta je Giovanni Angelo doktoriral s čisto odliko iz prava v Bologni; začel je uspešno pravniško diplomatsko kariero, ki ga je kmalu pripeljala do najvišjih cerkvenih položajev.  Najprej je torej študiral v Paviji, nato v Bologni, kjer se je posvetil modroslovju, zdravstvu in pravu, iz česar je tudi doktoriral. Kmalu je zaslovel kot pravnik. Osemindvajsetleten se je posvetil cerkveni službi in se podal v Rim, kamor je prispel 26. decembra 1527. 

Klemen VII. ga je imenoval za protonotarja. S svojo bistroumnostjo, pridnostjo in zvestobo si je pridobil zaupanje Pavla III., ki ga je postavil za upravnika več mest v Papeški državi, 1542 in 1543 za pomožnega poveljnika papeških krdel na Ogrskem. 1545 je postal dubrovniški nadškof (1545-1553), a 1549 ga je papež povišal za kardinala-duhovnika pri Santa Pudenziana. Julij III. ga je imenoval za odposlanca v Romanji in poveljnika papeževih krdel. Ko se je sumničavi Pavel IV. (1555-1559) v nekem javnem konzistoriju obregnil tudi obenj - najbrž v zvezi z njegovo pravovernostjo -, se je raje umaknil v Milano, kjer se je posvetil vedi in stavbarstvu; tako usmiljeno je skrbel za siromake, da je dobil nadevek oče revežev; prav zamera pri sitnem Pavlu IV. ga je prikupila ljudstvu in duhovščini. 

## Papež
5. septembra 1559 se je začel konklave. 46 škrlatnikov je oblikovalo tri glavne struje: špansko 17 kardinalov, francosko 16 in tisto, ki jo je vodil brat Pavla IV. Carlo, 13 kardinalov. 
Kardinali so bili torej po smrti Pavla IV. med seboj močno razdeljeni. Mnenja so se razhajala tako zaradi različnih pogledov na prenovo Cerkve kot tudi zaradi različnih presoj tedanjega političnega položaja v Evropi. Konklave se je zavlekel čez štiri mesece, ker ni mogla prevladati niti francoska niti cesarska, niti Carafova stranka. Najbolj po nasvetu kardinala Alessandra Farneseja so končno po soglasju 25. decembra 1559 izvolili Giovannija Angela Medicija, ki si je izvolil papeško ime Pij IV. 6. januarja 1560 je bil kronan in ustoličen. 
Pij IV. je bil pravo nasprotje svojega predhodnika. Po načinu življenja je bil bližji renesančnim kot obnoviteljskim papežem. Prav kmalu je omilil indeks prepovedanih knjig in omejil pristojnosti prej vsemogočne inkvizicije. 

### Zadnje zasedanjeTridentinskega koncila
Pij IV. ni spadal med pristaše cerkvene prenove, pač pa ga je k temu odločno spodbujal njegov nečak sveti Karel Boromejski, katerega je 1560 imenoval za milanskega nadškofa in kardinala. Pod njegovim vplivom je Pij IV. sklical še tretje in zadnje zasedanje tridentinskega koncila (1562-1563). Koncil je izdelal dokumente, ki govorijo o obhajilu, o daritvi sv. maše, o zakramentu sv. reda, o zakonu, o vicah, o češčenju svetnikov, relikvij in podob ter o odpustkih. Tem je dodal odloke, ki so zahtevali, da škofje stalno bivajo v svojih škofijah, da ustanovijo semenišča, da redno opravljajo vizitacijo svojih škofij, da redno sklicujejo škofijske in pokrajinske sinode; poskrbeti morajo, da bodo duhovniki zadostno izobraženi in da bodo redno pridigali. Koncil je tudi prepovedal kopičenje cerkvenih služb in nadarbin. Pij IV. je 26. januarja 1564 potrdil vse koncilske odloke, iz dogmatičnih dokumentov pa je povzel kratko veroizpoved, ki je postala obvezna za vse škofe in duhovnike. Papežu je koncil naložil, naj oskrbi izdajo novega misala, brevirja in katekizma.

Njegovo papeževanje je dobilo temeljno zgodovinsko pomembnost zlasti zato, ker mu je kljub velikim oviram in nasprotovanjem uspelo zopet nadaljevati Tridentinum po desetletju prekinitve. Koncil se je končal 14. decembra 1563; takoj je potrdil vse njegove odloke, ki so začeli veljati 1. maja 1564. V sodelovanju s kardinalom Karlom Boromejskim je objavil Professio fidei tridentinae, ki je povzetek dogmatičnih opredelitev; pripravil je tudi izdajo katekizma za ustno poučevanje vernikov v krščanskih resnicah. 

»Tridentisnki vesoljni cerkveni zbor je bil odgovor najvišjega cerkvenega učiteljstva na protestantovsko reformacijo«, pravi Jedin . To ni bil odgovor v obliki teološke razprave, ampak jasna razmejitev katoliškega verskega nauka, notranje-cerkveno osveščanje, prava prenova.  

Na temeljih tridentinskega koncila je papeštvo spet prevzelo vodilno vlogo pri prenovi Cerkve. Sicer pa je pod Pijem IV. protestantizem v nemških deželah napredoval, kar velja tudi za slovensko ozemlje, prav tako kalvinizem v Franciji. V Angliji je z nastopom kraljice Elizabete (1558-1603) prenehala kratka obnova katolištva, ki jo je izvajala kraljica Marija Tudor. 

### Obračun z nečakiPavla IV.
»Nepotizem Pavla IV. ni temeljil na družinski navezanosti in sebičnosti nekdanjih papežev, ampak je podpiral sorodnike zato, ker so se z njim ujemali v protišpanski usmerjenosti; v njih je gledal naravne zaveznike v boju,« pravi Ranke . Zategadelj je on, ki se je nekdaj kot kardinal tako boril zoper nepotizem, nečaka Karla Carafa, »čigar roke so bile do komolcev omadeževane s krvjo«, imenoval za kardinala in mu zaupal najpomembnejše zadeve; nečaka Giovannija je postavil za palianskega vojvoda, Antonia pa za montebellojskega grofa. Po koncu usodne vojne s Filipom II. Španskim, ki se je končala s porazom papeške vojske, in po mnogih zlorabah, so papežu odprli oči. Zgodilo pa se je takole:

Ko je papež 1559 v nekem konzistoriju spodbujal obnovo, je kardinal Pacheco (1508-1579) njegovo podajanje prekinil s temile besedami:

»Sveti oče, obnovo je treba začeti pri nas samih!« - Ko ga je papež vprašal, na kaj misli, je razkril pregrehe njegovih sorodnikov; takrat se je nad njimi Pavel IV. tako razburil, da ga je deset dni kuhala vročina, ter ni mogel niti jesti niti spati. Nato je znova slovesno naznanil konzistorij, kjer je razložil, da ni vedel za hudobije sorodnikov. Odvzel jim je visoke službe in jih skupaj z družinami pregnal v različne kraje. Bilo je že prepozno: ni si mogel znova pridobiti spoštovanje Rimljanov. Ta zavest je strla njegovo izredno duševno moč. Sorodnike-škrlatnike je z bulo Cum ex apostolatus officio obtožil krivoverstva in razkolništva, ter jim skupaj z nekaterimi drugimi kardinali odvzel aktivno in pasivno volilno pravico, več njih je pa vrgel v ječo. 

Zgodovina Carafovih pa se je žalostno končala pod papeževanjem Pavlovega naslednika Pija IV.. Pij IV. je namreč ubral nasprotno politiko od svojega predhodnika, in sicer cesarju naklonjeno usmeritev. Tako je bil zapečatena s smrtno obsodbo usoda Carla in Giovannija Carafa, dveh najvplivnejših nečakov Pavla IV. 28. avgusta 1559 – deset dni po smrti svojega strica – se je razširila govorica, da je palianski vojvoda Giovanni – v soglasju s svojim bratom, državnim tajnikom Karlom – umoril svojo nosečo ženo Violante d' Alife, osumivši jo prešuštva. Sojenje se je hitro sprevrglo v maščevanje nad rodbino Pavla IV. in njegovih nekdanjih sodelavcev. Končalo se je z izrekom smrtne kazni dne 5. marca 1561 Karlu, nekdanjemu kardinalu-nečaku, in Giovanniju, vojvodu v Palianu. Pij IV. je zavrnil prošnjo za pomilostitev, ki mu jo je poslal Filip II.  prek svojega veleposlanika Vargasa. O razpletu sojenja je ena najprodornejših prič - Da Mula – podal zelo podrobno poročilo.  
Kardinala-državnega tajnika so zadavili v Angelskem gradu, vojvoda pa obglavili; za njunimi pomagači pa je izginila vsaka sled. 

Papež Pij IV. je torej nasledil Pavla IV in je začetek svojega papeževanja nakazal z dejanji velike strogosti do družine svojega predhodnika. Panvinius (1529-1568)  je povedal, da je zvedel iz ust Pija IV., da se je lotil tega dejanja strogosti, da ne rečemo surovosti, proti svoji volji, da bi poučil nečake prihodnjih papežev, da naj ne zlorabljajo svojih prednosti in svoje oblasti.   Na drugem mestu pa je zapisal: »Od samega Pija sem slišal, da je bila ta smrtna obsodba najbolj žalosten trenutek njegovega življenja; drugače pa ni mogel storiti, če ni hotel prekršiti zakona; pa tudi zato ne, ker je imel to strogost še posebej za potrebno za izkoreninjenje nepotizma.« 
Obsodbo je kmalu - 1567 - razveljavil Pij V. kot nepošteno; glavnega tožnika je obsodil na smrt, ker je s krivim pričevanjem prevaral Pija IV. Od takrat so oprali njun spomin. 

V Črni legendi je Stendhal podrobno opisal dogodke, ki so očrnili spomin nečakov Pavla IV. v romanu La Duchesse de Palliano (Vojvodinja de Palliano) .

### TrubarjevCerkveni red
Primož Trubar je 1564 izdal Cerkovno ordningo, cerkveni red ali organizacijski statut za slovensko protestantsko Cerkev. S tem se je zameril deželnemu knezu, ker je tozadevno urejevanje spadalo pod njegovo pristojnost. Deželni knez Notranje Avstrije, nadvojvoda Karel II., je izdajo kranjskega protestantskega cerkvenega reda sprejel kot poseg v svoje deželnoknežje pravice. Najprej je zahteval, da naj prekinejo s pripravami za cerkveni red ter ga nehajo tiskati in razširjati. 15. decembra 1564 pa je izdal ukaz, da je treba izročiti vse natisnjene izvode ilegalnega cerkvenega reda. V precejšnji meri so bili uničeni. Nekaj jih je ostalo v drugih slovenskih deželah, na Koroškem in Goriškem, kamor nadvojvodova oblast ni segala. Trubar pa je bil izgnan iz dežele že drugič, a tokrat dokončno. 

## Dela
- »Documenta Catholica Omnia« (v latinščini). Pridobljeno 6. decembra 2011.

Delo Pija IV. na področju kulture in umetnosti se lahko kosa z deli kateregakoli renesančnega papeže. Okrog sebe je zbiral učenjake v kuriji in knjižnici, ter jih obsipal z nadarbinami; nekatere je odel tudi v škrlat. V Rim je poklical Manuzija, ki je utemeljil rimsko tiskarno. Zaslovela je tudi Accademia delle Notti Vaticane Karla Boromejskega. 

V stavbarstvu in kiparstvu je zaposlil in denarno podpiral zlasti renesančno-baročnega Michelangela in eklektika Ligorija; prispeval je k razvoju Rima, ko je zgradil utrjeni Borgo Pio ; poboljšal je cestno povezavo, Michelangelu zaupal izgradnjo veličastnih vrat Porta Pia   in nadaljeval gradnjo Sv. Petra. Dokončal je Belvedere in Casino, ki nosi njegovo ime; podpiral je mnoga druga civilna in verska podjetja, in primoral kardinale, da so obnovili svoje naslovne cerkve. Poleg tega je preuredil Dioklecijanove terme v baziliko Santa Maria degli Angeli e dei Martiri. Poleg Rima so bile utrdbe obnovljene tudi v mestih Civitavecchia, Ostia, Ancona in drugod. 

### Bule in okrožnice
1. Benedictus Deus z dne 26. januarja 1964 je potrdil koncilske sklepe.
2. Injunctum nobis z dne 13. novembra 1564 – Tridentinska veroizpoved
3. Dominici gregis z dne 24. marca 1564 - razširjeni „Index librorum prohibitorum".

## Smrt in spomin

### Zarota
V upravljanju Papeške države Pij IV. ni imel srečne roke. Davčna bremena, ki jih je nalagal po vojnih zmedah že tako izčrpani deželi, so stiskala ljudstvo in vzbujala nezadovoljstvo; zarota zoper njegovo življenje pa ni bila s tem v zvezi; neuspeli napad je bil načrt prenapetih glav. Blagost Pija IV. v ravnanju z osumljenci zaradi herezije, tako različna od strogosti njegovega predhodnika, je postavila pod sum njegovo lastno pravovernost. 

V Rimu je živel neki zanesenjak Accolti, ki se je hvalil z videnji svojega angela varuha, ki naj bi mu oznanil, da je blizu čas zedinjenja med  Carigradom in Rimom; to pa lahko udejanji le kak svet papež, Pastor angelicus; medtem pa Pija IV. ni smatral za takega. Štel si je v dolžnost, da Cerkev reši takega poglavarja. Odločil se je torej, da bo papeža prosil za avdienco in mu takrat izročil predlog za odstop; če se papež ne bo uklonil, ga bo umoril z zastrupljenim bodalom. Ko se je pa papežu s to namero približal, je prebledel in začel drgetati in ni uspel izvršiti namena; njegov sozarotnik Pellizione je 8. novembra 1565 odkril načrt – podal je tudi nekaj pisem sozarotnikov - in si tako rešil življenje. Zarotnike so obkolili in jih prijeli; med zaslišanjem je Accolti priznal, da je obiskal Ženevo in bral Kalvinove Institutiones ter Lutrovo hujskanje zoper papeža. Tri zarotnike so obsodili na smrt, ki so jo izvršili pred javnostjo na Kapitolu; pomagača pa so poslali dosmrtno na galeje. Pravijo, da se je Benedetto celo pot na morišče smejal, in da bi bil bolj potreben umobolnice kot usmrtitve. Papežu je ta dogodek nakopal bolezen, iz katere se ni mogel več izvleči.    

### Smrt
Pij IV. je umrl 9. decembra 1565, verjetno zaradi zapletov pri vnetju sečil, ki jih je spremljala huda vročina; po drugih je umrl od malarije. Umrl je v naročju svojega svetega nečaka Karla Boromejskega in ob prisotnosti svetega Filipa Nerija. Njegovo truplo, ki so ga pokopali najprej pri Sv. Petru, je bilo dokončno preneseno v cerkev Santa Maria degli Angeli e dei Martiri dne 4. januarja 1583.  

### Ocena
- Pij je bil človek prehoda. Osebno je bil še prežet z renesančno miselnostjo; v svoji mladosti je baje imel nekaj nezakonskih otrok; te Ganzerjeve trditve pa drugi viri ne potrjujejo. Ni se mogel niti hotel odtegniti dolžnosti, da je izpeljal cerkveno obnovo, zlasti na spodbudo svojega svetega nečaka Karla Boromejskega, ki je bil njegov dobri duh. Prizadeval pa si je, da bi stare oblike in strukture Rimske kurije reševal čim dlje mogoče. [33]
- »Pij IV.« - pravi Muratori [34] - , »je imel napake (kdo jih pa nima?); toda tiste niso nič v primeri z njegovimi številnimi krepostmi. Njegov spomin bodo vedno blagrovali: ker je privedel do slavnega konca Tridentinski koncil; ker je prenovil vsa rimska sodišča; ker je ohranjal red in blaginjo v svoji deželi; ker je povišal v kardinalstvo ljudi velikih zaslug in redke literarne zmožnosti; končno, ker se je izogibal pretirani ljubezni do svojih sorodnikov in obogatil Rim z izgradnjo toliko prekrasnih stavb.« [28]
- Pij IV. je bil miroljubne narave, dobronameren, po osebnem življenju posvetno naravnan človek. Čeprav je neusmiljeno obračunal s predhodnikovimi sorodniki, je tudi sam kazal naklonjenost do lastnih sorodnikov. Še sreča, da je s povzdignjenjem sestrinega sina Karla Boromejskega, najvplivnejšega moža svojega obdobja, odlikoval s kardinalskim dostojanstvom. Na njegovo spodbudo je še tretjič odprl Tridentinski koncil in ga uspešno dokončal. On je začel z ustanovitvijo Congregatio Concilii (Koncilske kongregacije) udejanjanje in izvrševanje koncilskih odlokov. 24. marca 1564 je z objavo bule Dominici gregis objavil predelan seznam prepovedanih knjig, t.im. Tridentinski indeks, ki je obstajal iz dveh delov: prvi je razlagal splošna določila glede na prepovedane knjige, drugi pa je prepovedane knjige razdelil po abecedi v tri skupine. [35]
- Protestantovski zgodovinar Ranke pa ga opisuje takole: »Pij je bil sama dobrota in ustrežljivost. Vsak dan ste ga mogli videvati na ulici enkrat na konju, drugič peš, tudi brez spremstva; prijazno se je pogovarjal s komerkoli. Iz njega so kar vrele spodbujajoče in opogumljajoče besede: da iz srca sovraži hudobne, da že po naravnem čutu ljubi pravico; da noče nikomur omejevati njegove svobode, in da se trudi za prijateljske in dobre odnose z vsakomer; predvsem pa želi delovati v dobro Cerkve in zaupa, da mu bo Bog krepko pomagal to udejanjiti.«  [36]